# 普吉福州公所

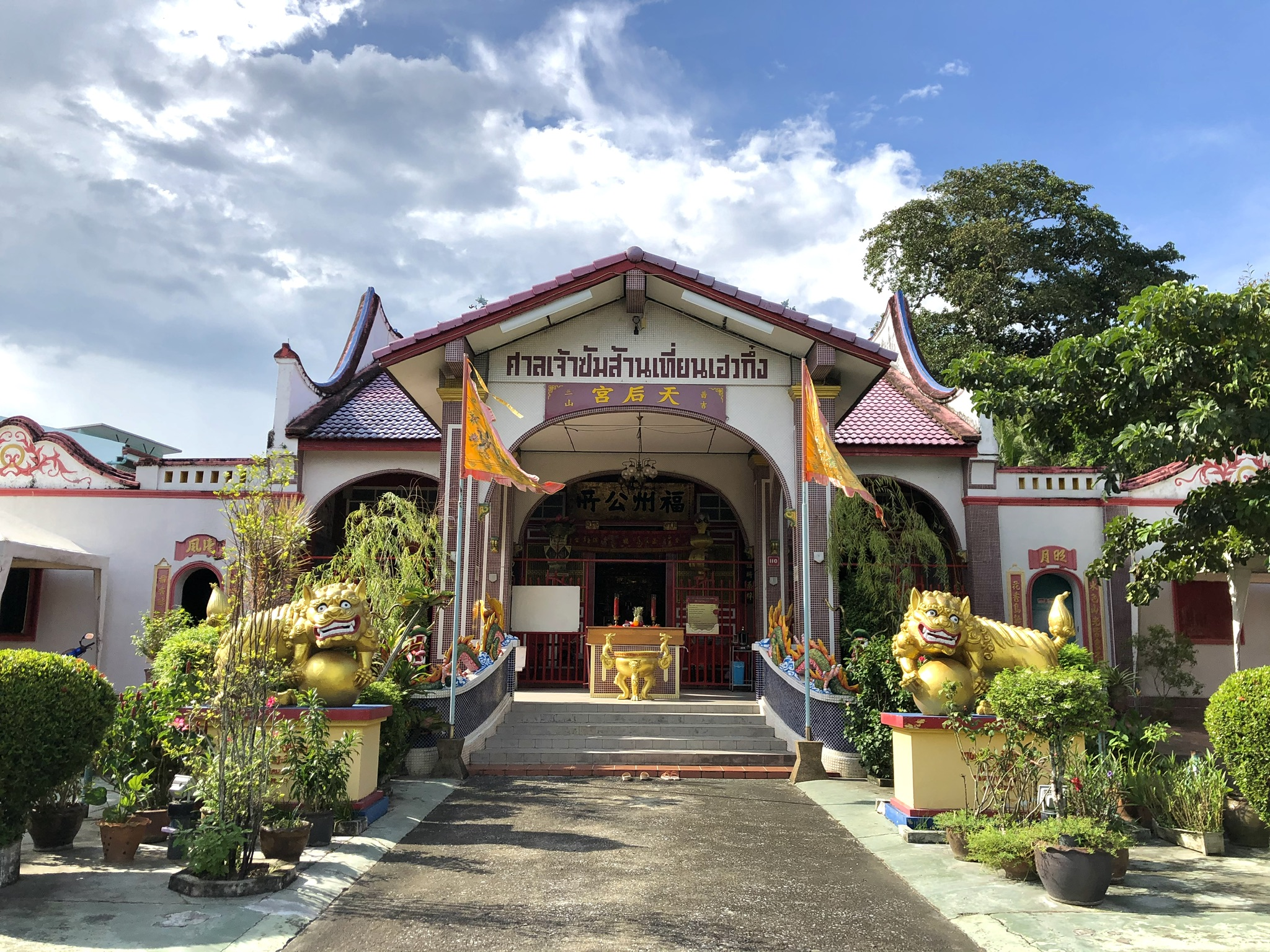
三山天后宮，普吉福州公所辦公所。故福州又有三山之稱。

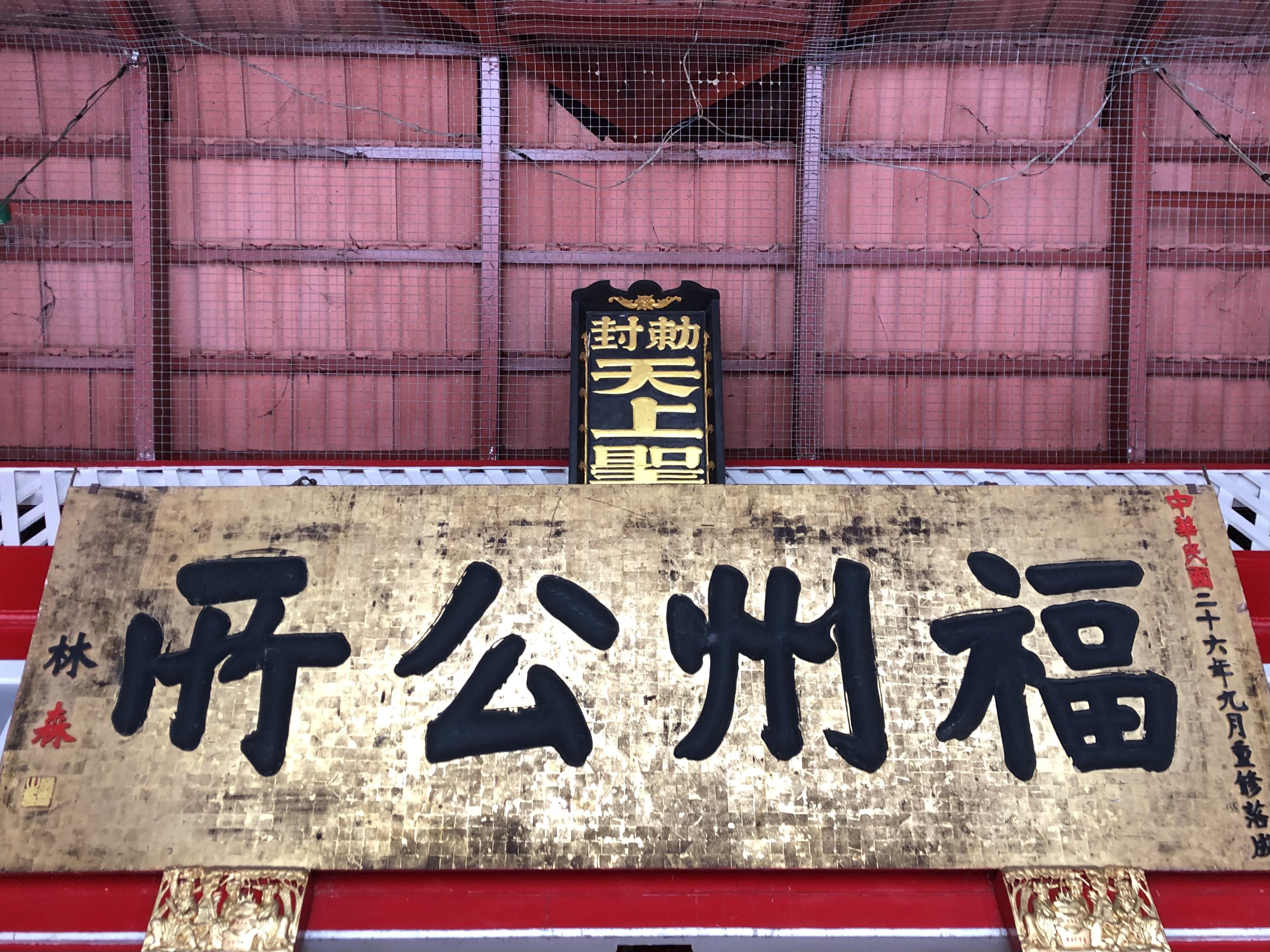
普吉福州公所大門牌匾。

普吉福州公所位於泰國的南部普吉府，是祖籍為當時的福州府十邑的普吉居民於西元1853年成立「福州辦事處」，大門中間正檐下懸掛著中華民國第三任國民政府主席林森先生題寫的「福州公所」金匾牌匾。該組織致力於興辦三項慈善服務：教育、醫療及墳場。
福州公所的三山天后宮，三山是指福州境內三座山的合稱，這三座山分別為於山、烏石山、屏山。
天后宮內奉被福建人供奉為海神的天上聖母。